# Majblomflugor
Majblomflugor (Epistrophella) är ett släkte av tvåvingar som beskrevs av Dušek och Láska 1967. Majblomflugor ingår i familjen blomflugor.
Släktet innehåller bara arten Epistrophella euchroma.